# Pseudognaptodon nitidus
Pseudognaptodon nitidus är en stekelart som beskrevs av Williams 2004. Pseudognaptodon nitidus ingår i släktet Pseudognaptodon och familjen bracksteklar. Inga underarter finns listade i Catalogue of Life.